# Patogeneza
Patogeneza (gr. páthos – choroba, cierpienie, génesis – pochodzenie), wywód chorobowy – nauka będąca dziedziną medycyny, zajmująca się badaniem mechanizmu powstawania i rozwoju choroby. W odróżnieniu od etiologii nie zajmuje się określeniem czynnika, który wywołuje chorobę, ale mechanizmów, za pomocą których ten czynnik ją wywołuje.
Patogeneza odpowiada na pytanie „jak” czyli wyjaśnia sposób działania czynnika chorobotwórczego na organizm, sposób reakcji ustroju na dany czynnik i warunki w jakich może rozwinąć się choroba.
Znajomość patogenezy choroby ma praktyczne znaczenie w leczeniu, pozwala bowiem hamować rozwój choroby przez wpływ na odpowiednie mechanizmy patogenetyczne.